# Wilhelm Ganz
Wilhelm Ganz, nemški skladatelj, pianist in dirigent, * 6. november 1833, Mainz, Nemčija, † 12. september 1914, London, Velika Britanija.

## Delo
Njegovo najpomembnejše delo je klavirski duet Qui vive! op. 12. 